# Potríes
Potríes è un comune spagnolo di 937 abitanti situato nella comunità autonoma Valenciana.